# Cantate pour Michael Arneth
La Cantate pour Michael Arneth, WAB 61, est une cantate composée par Anton Bruckner en 1852.

## Historique
En 1852 Bruckner composa une cantate pour la fête du nom de Michael Arneth, le prieur de l'Abbaye de Saint-Florian. L'œuvre a été exécutée le 29 septembre 1852, le soir avant la fête du nom d'Arneth.
Le manuscrit original est archivé à l'Abbaye. Un fac-similé en a été d'abord publié dans le Volume II/1, p. 116-128 de la biographie Göllerich/Auer. La cantate est éditée dans le Volume XXII/1, no 3a de la Bruckner Gesamtausgabe.
Il existe deux autres versions de cette cantate :
- Auf Brüder! auf zur frohen Feier!, une version abrégée, de 111 mesures en cinq parties, sur un autre texte de Marinelli, composée en 1857. Cette deuxième version a été exécutée le 17 juillet 1857 comme seconde cantate pour la fête du nom de Friedrich Mayer[3]. Le manuscrit original de cette deuxième version est également archivé à l'Abbaye. Cette deuxième version est éditée dans le Volume XXII/1, no 3b de la Bruckner Gesamtausgabe[2].
- Heil dir zum schöne Erstlingsfeste (Salut à vous lors de cette belle première messe). Vers 1870, un autre texte par Beda Piringer a été placé sur la version originale de la cantate pour une Primitzfeier (célébration de la première Messe) par un prêtre nouvellement ordonné à Kremsmünster. La partition originale de cette version est perdue, mais des copies sont conservées dans les archives de l'Abbaye de Kremsmünster. On ignore si Bruckner a été impliqué dans la composition de cette troisième version[4]. Cette version n'est pas incluse dans la Bruckner Gesamtausgabe[1].

## Première version

### Texte
La première version de la cantate utilise un texte de Franz Ernst Marinelli.
| Heil Vater! Dir zum hohen Feste. Es weihen wir und werte Gäste Des Dankes und der Liebe Preis Dir durch die Gunst der Musen. Dir schlägt so treu und wahr und heiß Das Herz in jedem Busen. An dreißig Jahre mögen's sein, Da standest du als Vater ein Für uns in Gott zu sorgen Und alle, die sich dir vertraut, Die freudig auf dein Wort gebaut, Sie waren wohl geborgen. Drum bringen wir mit Jubel heut', Was jedes Herz an Liebe beut, Was jeder Mund für dich erfleht Und jeder Blick dir froh gesteht Am Weihaltar des Dankes dar. Des Herren Ruhm, des Hauses Kraft, Die zierde Dein Priesterschaft, Warst Du der Deinen Segen, Und schrittest edel, fromm und mild ein Hirte nach des Meisters Bild, Voran auf unsern Wegen. Du wirktest treu und bieder hier, Drum sahst du in der Canonie Manch edle Frucht erscheinen, Du hast gelöst die schwere Pflicht Und darum auch vergessen's nicht Die Deinen! Sie bringen dir mit Jubel heut' Was jedes Herz an Liebe beut, Was jeder Mund für dich erfleht Und jeder Blick dir froh gesteht, Sie rufen heut' im Brüderchor Für dich den Dank des Herrn empor. | Salut à vous, père ! À cette noble célébration Nous et des invités de choix vous donnons Notre appréciation de gratitude et d'amour Par la faveur des muses. Pour vous, fidèlement, vraiment et fervemment Les cœurs battent dans chaque poitrine. Cela fait environ trente ans, Que vous avez été engagé comme père Pour nous confier à Dieu Et tous ceux qui se sont confiés à vous Et ont avec joie compté sur votre parole, Ils étaient bien protégés. Pour cette raison nous offrons ce jour avec jubilation Ce que chaque cœur a en amour, Ce que chaque bouche implore pour vous, Ce que chaque regard vous procure avec joie, Sur l'autel sacré de la reconnaissance. La gloire du Seigneur, la force de sa maison, Votre prêtrise l'ont honorées, Vous étiez la bénédiction de votre peuple, Vous marchiez noble, pieux et généreux, Un pasteur à l'image du Seigneur Au devant de nos routes. Vous avez agi ici fidèlement et honnêtement, Vous avez ainsi vu dans la canonique Apparaître de nombreux fruits nobles, Vous avez porté une lourde charge Et c'est pourquoi votre peuple Ne vous oubliera pas ! Aujourd'hui il vous apporte avec jubilation Ce que chaque cœur a en amour, Ce que chaque bouche implore pour vous, Ce que chaque regard vous procure avec joie, Aujourd'hui, dans un chœur fraternel, il implore Pour vous la gratitude du Seigneur. |

### Composition
L'œuvre de 123 mesures, avec répétition de 18 mesures, en ré majeur est conçue pour chœur à six voix SATTBB et cuivres (3 cors, 2 trompettes et un trombone basse). Le trombone assure surtout la basse du quatuor de cuivres.
La première version de la cantate (WAB 61a) est en sept parties :
1. Heil Vater! Dir zum hohen Feste : chœur mixte à six voix (24 mesures) - Bewegt
2. An dreißig Jahre mögen's sein : chœur d'hommes a cappella (16 mesures) - Mit Gefühl
3. Drum bringen wir mit Jubel heut' : chœur mixte à six voix (18 mesures) - Bewegt
4. Des Herren Ruhm, des Hauses Kraft : chœur d'hommes a cappella (16 mesures) - Mit Gefühl
5. Drum bringen wir mit Jubel heut' : chœur mixte à six voix (18 mesures) - partie 3 da capo
6. Du wirktest treu und bieder hier : chœur d'hommes a cappella (19 mesures) - Andante
7. Chœur final Sie bringen dir mit Jubel heut': chœur mixte à six voix (30 mesures) - Nicht zu geschwind[1],[6]

Cette cantate, la première de trois compositions de ce type de plus grande envergure, est en majorité composée de manière diatonique conventionnelle et basée sur des structures simples. Les mouvements deux et trois sont répétés lors des mouvements quatre (avec un texte différent) et cinq (répétition exacte). L'œuvre affiche déjà quelques caractéristiques du style de Bruckner. Deux passages au cors, qui reviennent à diverses reprises, assurent l'unité de l'œuvre comme dans les compositions ultérieures du compositeur.

## Deuxième version

### Texte
La deuxième version de la cantate utilise un nouveau texte de Franz Ernst Marinelli.
| Auf, Brüder! auf zur frohen Feier! Mit Festeskränzen schmückt die Leier Und innig wie's im Herzen schlägt Erweckt die Kraft der Lieder. Der Tag, der seinen Namen trägt, Kehrt uns gesegnet wieder. Wo ist das Herz, das Ihn nicht kennt? Wo ist der Dank, der Ihn nicht nennt? In Liebe und Vertrauen. Saht Ihr wohl je auf Vaters Wort Auf solchen Freundes milden Hort Getäuschte Hoffnung bauen? Nein! nein, die Hoffnung täuschet nicht. Der Edle liebt der Liebe Pflicht. Und wo der Vater streng gebaut, Ist auch der Freund zugleich bereit. Und knüpft das Band Mit treuer Hand. Drum schlägt das Herz in freier Brust Und folgt des Dankes hehre Lust Auf seinen Lebenswegen. Und droht die Zeit auch noch so schwer Es lächelt ihm von oben her Von oben her der Segen. O Herr im Himmel siehe hier Der Deinen Schaar, sie ruft zu Dir. Und Preis und Dank ist ihr Gebet Und Segen, den sie heiß erfleht, Geliebt, geachtet und verehrt Ist er auch Deines Schutzes wert. | Allons, mes frères, pour une joyeuse célébration ! Décorez la lyre avec une couronne festive Et intensément, comme les cœurs battent, La puissance des chants s'éveille. Le jour, qui porte son nom, Est à nouveau béni. Où est le cœur, qui ne le connaît pas ? Où est le remerciement, qui ne le mentionne pas ? Dans l'amour et la fidélité. Avez-vous jamais vu au nom du père, Dans un tel doux refuge d'amitié Bâtir une espérance déçue ? Non ! non, l'espérance ne déçoit pas. L'homme noble aime les préceptes de l'amour. Et là où on a confiance au père, L'ami est aussi immédiatement prêt Et établit le lien Avec une main fidèle. C'est pourquoi le cœur bat avec joie dans la poitrine Et suit avec la noble jouissance de la gratitude Sur les chemins de sa vie. Et même si le temps est si menaçant La bénédiction d'en haut, D'en haut lui sourit. O Seigneur du Ciel, vois ici Le groupe des tiens, qui t'implore. Et leur prière est louange et gratitude Et bénédiction qu'ils implore intensivement, Aimé, respecté et vénéré Il est aussi digne de ta protection. |

### Composition
La deuxième version de la cantate (WAB 61b) est en cinq parties :
1. Auf, Brüder auf zur frohen Feier! : chœur mixte à six voix (25 mesures) - Bewegt
2. Wo ist das Herz, das Ihn nicht kennt : chœur d'hommes a cappella (19 mesures) - Mit Gefühl
3. Nein, nein die Hoffnung täuschet nicht : chœur mixte à six voix (18 mesures) - Bewegt
4. Drum schlägt das Herz in froher Brust : chœur d'hommes a cappella (19 mesures) - Andante
5. Chœur final O Herr im Himmel siehe hier : chœur mixte à six voix (30 mesures) - Nicht zu geschwind

La répétition des deuxième et troisième mouvements est éliminée. La section d’ouverture du premier chœur passe de treize à quatorze mesures, et la dernière moitié du deuxième mouvement est recomposée. Cette deuxième version abrégée est longue de 111 mesures, avec répétition de 11 mesures.

## Discographie
Il n'y a pas encore d'enregistrement de la Cantate pour Michael Arneth ou de ses autres versions.

## Sources
- August Göllerich, Anton Bruckner. Ein Lebens- und Schaffens-Bild, vers 1922 –  édition posthume par Max Auer, G. Bosse, Ratisbonne, 1932
- Anton Bruckner – Sämtliche Werke, Band XXII/1: Kantaten und Chorwerke I (1845-1855), Musikwissenschaftlicher Verlag der Internationalen Bruckner-Gesellschaft, Franz Burkhart, Rudolf H. Führer et Leopold Nowak (Éditeurs), Vienne, 1987 (Aussi sur IMSLP: Neue Gesamtausgabe, XXII/1. Kantaten und Chorwerke Teil 1: Nr. 1-5)
- Uwe Harten, Anton Bruckner. Ein Handbuch. Residenz Verlag, Salzbourg, 1996.  (ISBN 3-7017-1030-9)
- Keith William Kinder, The Wind and Wind-Chorus Music of Anton Bruckner, Greenwood Press, Westport, Connecticut, 2000
- Cornelis van Zwol, Anton Bruckner 1824-1896 – Leven en werken, uitg. Thot, Bussum, Pays-Bas, 2012.  (ISBN 978-90-6868-590-9)
- Crawford Howie, Anton Bruckner - A documentary biography, édition révisée en ligne